# Perché un assassinio
Perché un assassinio (The Parallax View) è un film di genere thriller politico del 1974 diretto da Alan J. Pakula e interpretato da Warren Beatty, Hume Cronyn, William Daniels e Paula Prentiss.
Il film è stato adattato da un romanzo del 1970 di Loren Singer ed è il secondo film della "trilogia della paranoia" di Pakula, insieme a Una squillo per l'ispettore Klute (1971) e Tutti gli uomini del presidente (1976). Oltre ad essere l'unico film della trilogia a non essere stato distribuito dalla Warner Bros. Pictures, Perché un assassino è anche l'unico dei tre a non essere stato candidato per un Premio Oscar.

## Trama
A tre anni dall'assassinio del senatore Carroll (candidato alla Presidenza degli Stati Uniti) per mano di un cameriere, la Commissione d'inchiesta ha concluso che non vi è stata alcuna cospirazione politica. Lee Carter, reporter televisiva ai tempi del delitto, non ne è affatto convinta poiché molti colleghi, testimoni della tragedia, sono rimasti coinvolti in sospetti incidenti mortali. Joe Frady - anche lui giornalista e a sua volta presente alla morte di Carroll - si decide ad agire soltanto quando anche Lee muore in oscure circostanze.
Seguendo esili indizi, Frady scopre l'esistenza della Parallax Corporation, un gruppo manovrato da frange deviate del governo, che addestra killer professionisti da impiegare a scopi eversivi. Frady, sotto falso nome, riesce ad entrare nell'organizzazione e a raccogliere le prove decisive del complotto, ma non si accorge della trappola che nel frattempo gli viene tesa: la Parallax, scoperta la sua identità, vuole servirsi di lui per farne il capro espiatorio di un attentato contro un altro scomodo senatore dalle idee troppo progressiste, candidato alla Casa Bianca.
Il senatore Hammond viene effettivamente ucciso da un killer della Parallax e la colpa ricade sul giornalista che, mentre tenta di fuggire per mettersi in salvo, viene ucciso dagli agenti governativi. Sei mesi dopo, la Commissione d'inchiesta riferisce che Frady, agendo da solo, ha ucciso Hammond per paranoia e patriottismo fuorviato.

## Produzione
La particolare fotografia anamorfica, con lenti lunghe, inquadrature non convenzionali e messa a fuoco superficiale, è stata supervisionata da Gordon Willis.

### Riprese
Lo Space Needle di Seattle è visto estesamente nella prima sequenza dell'assassinio. La scena del fiume è stata girata alla Gorge Dam, sul fiume Skagit (Ross Lake National Recreation Area) nello stato di Washington. La scena dell'aeroporto è stata girata all'aeroporto Hollywood Burbank, in California.
La maggior parte delle immagini utilizzate nel montaggio degli assassini erano di personaggi anonimi o sfondi patriottici, con individui storici occasionali come Richard Nixon, Adolf Hitler, Papa Giovanni XXIII e Lee Harvey Oswald. Il montaggio utilizza anche un disegno di Thor della Marvel.

## Critica
Perché un assassinio è uno dei film di Alan Pakula di minor successo al botteghino, ma tra i più elogiati dalla critica. Benché al momento della sua uscita avesse ricevuto reazioni contrastanti dalla critica, la maggior parte di carattere negativo, la ricezione del film è stata più positiva nel corso degli ultimi anni.